# Nereta
Nereta (ryska: Нерета) är en kommunhuvudort i Lettland.   Den ligger i kommunen Neretas novads, i den centrala delen av landet, 110 km sydost om huvudstaden Riga. Nereta ligger 80 meter över havet och antalet invånare är 1 282.
Terrängen runt Nereta är mycket platt. Runt Nereta är det ganska glesbefolkat, med 21 invånare per kvadratkilometer. Det finns inga andra samhällen i närheten. Omgivningarna runt Nereta är en mosaik av jordbruksmark och naturlig växtlighet.